# Selecția Națională 2022
Die 25. Selecția Națională fand am 5. März statt und war die rumänische Vorentscheidung für den Eurovision Song Contest 2022 in Turin (Italien) sein. WRS gewann den Wettbewerb mit seinem Song Llámame.

## Format

### Konzept
Nach der internen Auswahl von der Sängerin Roxen durch Televiziunea Română (TVR) im Jahr 2020, soll die Sendung 2022 wieder mehrere Interpreten beinhalten. Insgesamt 45 Beiträge nahmen dabei an der Vorentscheidung teil. Diese nahmen dann an einem Halbfinale teil, welches auf zwei Teile aufgeteilt war. Im ersten Teil wurden vom 5. bis 10. Februar 2021 20 Beiträge ausgewählt, die den zweiten Teil des Halbfinales erreichten. 15 davon wurden von einer Jury gewählt, die verbleibenden fünf wurden von den Zuschauern bestimmt, die im vorher genannten Zeitraum für ihre Favoriten online abstimmen konnten.
Am 12. Februar 2022 fand dann eine Sendung statt, in der die 20 Teilnehmer ihre ersten Live-Auftritte absolvierten. Eine Jury entschied hier alleinig, welche zehn Interpreten das Finale erreichten, indem sie ihre Punkte direkt nach dem Auftritt präsentierten. Im Finale, welches am 5. März 2022 stattfand, bestimmten dann zu gleichen Teilen die Zuschauer, als auch die Jury den Sieger. Dieser wird Rumänien beim ESC 2022 repräsentieren.

### Beitragswahl
Vom 26. November 2021 bis zum 10. Dezember 2021 können Interessierte ihre Beiträge bei TVR einreichen. Der Sender erhielt insgesamt 94 Beiträge. Eine fünfköpfige Jury wählte im Anschluss die 45 besten Beiträge aus. Am 23. Dezember 2021 wurden Interpreten und Songtitel bekanntgegeben. Nachdem die Beiträge veröffentlicht wurden, gab TVR den Teilnehmern, die nicht ausgewählt wurden 24 Stunden Zeit, um sich noch einmal zu bewerben. Der Sender erhielt insgesamt 4 Beiträge, woraus ein 46. Beitrag ausgewählt wurde. Die Songs wurden am 3. Januar 2022 veröffentlicht.

### Jury
Die Jury setzt sich aus folgenden Mitgliedern zusammen:
- Alexandra Ungureanu
- Ozana Barabancea
- Randi
- Cristian Faur
- Adrian Romcescu

## Teilnehmer
Unter den diesjährigen Teilnehmern war unter anderem Cezar Ouatu, der Rumänien bereits beim Eurovision Song Contest 2013 vertrat.
Nachdem die Interpreten veröffentlicht wurden, wählte TVR E-an-na mit ihrem Song Malere als 46. Teilnehmer aus.
Am 28. Dezember 2021 zog sich Erik Frank, der mit Alex Parker und Bastien und dem Song Best of Me hätte auftreten sollen, vom Wettbewerb zurück, da er nicht nach Rumänien reisen könne, um dort aufzutreten. Dadurch, dass Erik Frank seine Teilnahme zurückgezogen hat, wurde bekanntgegeben, dass Alex Parker und Bastien mit dem Song All This Love auftreten werden.
Am 5. Februar 2022 zog sich Barbara, ohne einen Grund zu nennen, vom Wettbewerb zurück. Am 9. Februar 2022 zog sich Fabi ebenfalls vom Wettbewerb zurück, da er positiv auf das COVID-19-Virus getestet wurde.

## Vorauswahl
Die Vorauswahl fand vom 9. bis 10. Februar 2022 statt. Insgesamt 20 Interpreten qualifizierten sich für das Halbfinale.
| Interpret                              | Lied Musik (M) und Text (T) | Sprache                       | Übersetzung (Inoffiziell) |
| -------------------------------------- | --- | ----------------------------- | ------------------------- |
| Aldo Blaga                             | Embers M: John Woodrow Matthews, Linda Persson, Rickard Bonde Truumeel, Ylva Persson; T: Charlie Mason, Linda Persson, Ylva Persson              | Englisch                      | Glut                      |
| Alex Parker & Bastien                  | All This Love M/T: Alexandru Ciacoi, Sebastian Tudor, Vlad Cireşan                                                                               | Englisch                      | All diese Liebe           |
| Andra Oproiu                           | Younique M/T: Linda Persson, Paul Dubrovsky, Ylva Persson                                                                                        | Englisch                      | Einzigartig               |
| Andrei Petruş                          | Take Me M: Călin Ionce; T: Silvia Ștefănescu | Englisch                      | Nimm mich                 |
| Aris                                   | Do Svidaniya M/T: Michael James Down, Natalie Palmer, Primoz Poglajen, William Beau Taylor                                                       | Englisch, Russisch            | Aufwiedersehen            |
| Cezar Ouatu                            | For Everyone M: Mihai Alexandru; T: Christian Alexandru                                                                                          | Englisch                      | Für jeden                 |
| Cream, Minodora & Diana Bucşă          | România mea M: Constantin Ioniță; T: Mariana-Alina Manolache                                                                                     | Rumänisch                     | Mein Rumänien             |
| Dora Gaitanovici                       | Ana M/T: Dora Gaitanovici | Rumänisch                     | —                         |
| E-an-na                                | Malere M/T: Andrei Oltean, Ovidiu Ban | Rumänisch                     | Maler                     |
| Eliza G                                | The Other Half Of Me M: Giuseppe Anastasi, Valerio Carboni; T: Elisa Gaiotto, Giuseppe Anastasi, Mike Connaris, Valerio Carboni                  | Englisch, Italienisch         | Die andere Seite von mir  |
| Eugenia Nicolae feat. Cazanoi Brothers | Doina M/T: Anatolie Cazanoi, Cezar Cazanoi, Eugenia Niţu, Liviu Tănăsoiu                                                                         | Rumänisch                     | —                         |
| Gabriel Basco                          | One Night M: Dominic Dehen Perfetti, Gabriel Bîscoveanu, Roland Kiss; T: Dominic Dehen Perfetti, Gabriel Bîscoveanu                              | Englisch                      | Eine Nacht                |
| Kyrie Mendél                           | Hurricane M/T: Kyrie Mendél | Englisch                      | Hurrikan                  |
| Møise                                  | Guilty M/T: Jonas Gladnikoff, Shawn Myers | Englisch                      | Schuldig                  |
| Mălina                                 | Prisoner M/T: Cornel-Valentin Oprea | Englisch                      | Gefangener                |
| Oana Tăbultoc                          | Utopia M/T: Linda Persson, Ylva Persson | Englisch                      | Utopie                    |
| Petra                                  | Ireligios M/T: Petronela Donciu | Rumänisch                     | Unreligiös                |
| Vanu                                   | Never Give Up M/T: Cristian Prăjescu, Floris-Răzvan Alexa, Ioana Hrişcă, Teodora Constantin                                                      | Englisch                      | Gib niemals auf           |
| Vizi                                   | Sparrow M/T: Vizi Imre | Englisch                      | Spatz                     |
| WRS                                    | Llámame M: Alexandru Turcu, Andrei Ursu, Cezar Gună; T: Andrei Ursu, Cezar Gună                                                                  | Englisch, Spanisch            | Ruf mich                  |
| Alexa                                  | Hoodies and Cold Nights M: Inaki Calvo Medel, Omar Secada Dihigo, Radu Bolfea; T: Alexa Niculae                                                  | Englisch                      | Pullover und kalte Nächte |
| Alina Amon                             | Without You M/T: Alina Amon | Englisch                      | Ohne dich                 |
| Ana                                    | Youngster M/T: Ana Maria Lazăr | Englisch                      | —                         |
| Andrea Stocchino                       | Avere paura M: Andrea Stocchino, Emedio Mazzilli, Nicolo Baldini; T: Andrea Stocchino                                                            | Italienisch                   | Angst haben               |
| Ayona                                  | Let Me Come To You M/T: Marius Cobianu | Englisch                      | Lass mich zu dir kommen   |
| Bogdan Dumitraş                        | Sign M/T: Alex Luft | Englisch                      | Zeichen                   |
| Carmen Trandafir                       | Măşti M: Riona Eliza Sakurada; T: Carmen Trandafir                                                                                               | Rumänisch                     | Masken                    |
| Ciro De Luca                           | Imperdonabile M: Ciro de Luca, Ilie-Rareș Varniote; T: Ciro de Luca                                                                              | Rumänisch, Italienisch        | Unverzeihlich             |
| Dan Helciug                            | 241 M/T: Dan Helciug | Englisch                      | —                         |
| Forţele de muncă                       | Hai afară, frate! M/T: Florin Dumitrescu | Rumänisch                     | Komm raus, Bruder         |
| Giulia-Georgia                         | Find Your Way M/T: Giulia-Georgia Beiliciu | Englisch                      | Finde deinen Weg          |
| Ivel                                   | Neverending M/T: Ivelin Trakiyski | Englisch                      | Niemals endend            |
| Jessie                                 | Regret M/T: Bianca Dragomir-Fotache, Bogdan Samoilenco, Călin Luca, David Popa, Jessie Baneș, Loredana Cavasdan, Olga Verbițchi, Tomer Weissbuch | Rumänisch                     | Reue                      |
| Letiţia Moisescu                       | Mirunica M/T: Letiţia Moisescu, Niculae Robert Andrei, Ovidiu Junghiatu                                                                          | Rumänisch                     | Mirinka                   |
| Leyah                                  | I'll Be Fine M/T: Magdalena Marica | Englisch                      | Ich werde in Ordnung sein |
| Miryam                                 | Top Of The Rainbow M/T: Ovidiu Anton | Englisch                      | Spitze des Regenbogens    |
| Olivia Miheţ                           | Fragile M: Mihai Costăchescu, Olivia Miheț; T: Olivia Miheț                                                                                      | Englisch                      | Zerbrechlich              |
| Othello                                | You're Worthy M: Liviu Elekes; T: Roxana Elekes                                                                                                  | Englisch                      | Du bist es wert           |
| Outflow                                | Running in Circles M/T: Florin Ciotlăuş, George Popa, Lucian Blaga, Mircea Georoceanu                                                            | Englisch                      | In Kreisen laufen         |
| Roberta-Maria Popa                     | Indigo M/T: Linda Persson, Peter Frodin, Ylva Persson                                                                                            | Englisch                      | —                         |
| Romeo Zaharia                          | Until The Fight is Over M: Arnar Astradsson; T: Aidan O'Connor                                                                                   | Englisch                      | Bis der Kampf vorüber ist |
| Seeya                                  | Save Me M: Idris Jafarov; T: Bogdan Ioan Tomosoiu                                                                                                | Englisch                      | Beschütze mich            |
| Sophia                                 | Beautiful Lies M/T: Eduard Cîrcotă | Englisch                      | Schöne Lügen              |
| Stelian                                | Remember M/T: Călin Giurgiu, Niklas Bergqvist, Stefan Knutsson, Stelian Ciuciuc                                                                  | Englisch                      | Erinnern                  |
| Barbara                                | Hypnotized M: Barbara Tešija, Marko Tomasović; T: Barbara Tešija                                                                                 | Englisch                      | Hypnotisiert              |
| Fabi                                   | That Way M/T: Fabian Ferrara | Englisch, Rumänisch, Spanisch | Auf diese Weise           |

 Kandidat hat sich für das Halbfinale qualifiziert.
 Kandidat zog seine Teilnahme zurück

## Halbfinale
Das Halbfinale fand am 12. Februar 2022 statt. Insgesamt 10 Interpreten qualifizierten sich für das Finale.
| Startnr. | Interpret                              | Lied Musik (M) und Text (T) | Sprache               | Übersetzung (Inoffiziell) |
| -------- | -------------------------------------- | --- | --------------------- | ------------------------- |
| 1        | Alex Parker & Bastien                  | All This Love M/T: Alexandru Ciacoi, Sebastian Tudor, Vlad Cireşan                                                                  | Englisch              | All diese Liebe           |
| 3        | Petra                                  | Ireligios M/T: Petronela Donciu | Rumänisch             | Unreligiös                |
| 5        | Vanu                                   | Never Give Up M/T: Cristian Prăjescu, Floris-Răzvan Alexa, Ioana Hrişcă, Teodora Constantin                                         | Englisch              | Gib niemals auf           |
| 7        | WRS                                    | Llámame M: Alexandru Turcu, Andrei Ursu, Cezar Gună; T: Andrei Ursu, Cezar Gună                                                     | Englisch, Spanisch    | Ruf mich                  |
| 8        | Andrei Petruş                          | Take Me M: Călin Ionce; T: Silvia Ștefănescu                                                                                        | Englisch              | Nimm mich                 |
| 9        | Møise                                  | Guilty M/T: Jonas Gladnikoff, Shawn Myers                                                                                           | Englisch              | Schuldig                  |
| 10       | Gabriel Basco                          | One Night M: Dominic Dehen Perfetti, Gabriel Bîscoveanu, Roland Kiss; T: Dominic Dehen Perfetti, Gabriel Bîscoveanu                 | Englisch              | Eine Nacht                |
| 11       | Cream, Minodora & Diana Bucşă          | România mea M: Constantin Ioniță; T: Mariana-Alina Manolache                                                                        | Rumänisch             | Mein Rumänien             |
| 13       | Kyrie Mendél                           | Hurricane M/T: Kyrie Mendél | Englisch              | Hurrikan                  |
| 14       | Dora Gaitanovici                       | Ana M/T: Dora Gaitanovici | Rumänisch             | —                         |
| 2        | Aldo Blaga                             | Embers M: John Woodrow Matthews, Linda Persson, Rickard Bonde Truumeel, Ylva Persson; T: Charlie Mason, Linda Persson, Ylva Persson | Englisch              | Glut                      |
| 4        | Vizi                                   | Sparrow M/T: Vizi Imre | Englisch              | Spatz                     |
| 6        | Mălina                                 | Prisoner M/T: Cornel-Valentin Oprea                                                                                                 | Englisch              | Gefangener                |
| 12       | Oana Tăbultoc                          | Utopia M/T: Linda Persson, Ylva Persson                                                                                             | Englisch              | Utopie                    |
| 15       | Cezar Ouatu                            | For Everyone M: Mihai Alexandru; T: Christian Alexandru                                                                             | Englisch              | Für jeden                 |
| 16       | Andra Oproiu                           | Younique M/T: Linda Persson, Paul Dubrovsky, Ylva Persson                                                                           | Englisch              | Einzigartig               |
| 17       | E-an-na                                | Malere M/T: Andrei Oltean, Ovidiu Ban                                                                                               | Rumänisch             | Maler                     |
| 18       | Eugenia Nicolae feat. Cazanoi Brothers | Doina M/T: Anatolie Cazanoi, Cezar Cazanoi, Eugenia Niţu, Liviu Tănăsoiu                                                            | Rumänisch             | —                         |
| 19       | Eliza G                                | The Other Half Of Me M: Giuseppe Anastasi, Valerio Carboni; T: Elisa Gaiotto, Giuseppe Anastasi, Mike Connaris, Valerio Carboni     | Englisch, Italienisch | Die andere Seite von mir  |
| 20       | Aris                                   | Do Svidaniya M/T: Michael James Down, Natalie Palmer, Primoz Poglajen, William Beau Taylor                                          | Englisch, Russisch    | Aufwiedersehen            |

 Kandidat hat sich für das Finale qualifiziert.

## Finale
Das Finale fand am 5. März 2022 statt. WRS gewann den Wettbewerb mit seinem Song Llámame.
| Platz | Startnr. | Interpret                     | Lied Musik (M) und Text (T)                                                                                         | Sprache            | Übersetzung (Inoffiziell) | Punkte | Punkte     | Punkte |
| Platz | Startnr. | Interpret                     | Lied Musik (M) und Text (T)                                                                                         | Sprache            | Übersetzung (Inoffiziell) | Jury   | Televoting | Gesamt |
| ----- | -------- | ----------------------------- | --- | ------------------ | ------------------------- | ------ | ---------- | ------ |
| 1.    | 10       | WRS                           | Llámame M: Alexandru Turcu, Andrei Ursu, Cezar Gună; T: Andrei Ursu, Cezar Gună                                     | Englisch, Spanisch | Ruf mich                  | 48     | 11         | 59     |
| 2.    | 8        | Kyrie Mendél                  | Hurricane M/T: Kyrie Mendél                                                                                         | Englisch           | Hurrikan                  | 46     | 2          | 48     |
| 3.    | 9        | Dora Gaitanovici              | Ana M/T: Dora Gaitanovici                                                                                           | Rumänisch          | —                         | 32     | 12         | 44     |
| 4.    | 3        | Gabriel Basco                 | One Night M: Dominic Dehen Perfetti, Gabriel Bîscoveanu, Roland Kiss; T: Dominic Dehen Perfetti, Gabriel Bîscoveanu | Englisch           | Eine Nacht                | 35     | 3          | 38     |
| 5.    | 4        | Vanu                          | Never Give Up M/T: Cristian Prăjescu, Floris-Răzvan Alexa, Ioana Hrişcă, Teodora Constantin                         | Englisch           | Gib niemals auf           | 34     | 2          | 36     |
| 6.    | 5        | Petra                         | Ireligios M/T: Petronela Donciu                                                                                     | Rumänisch          | Unreligiös                | 34     | 1          | 35     |
| 7.    | 2        | Alex Parker & Bastien         | All This Love M/T: Alexandru Ciacoi, Sebastian Tudor, Vlad Cireşan                                                  | Englisch           | All diese Liebe           | 27     | 1          | 28     |
| 8.    | 7        | Cream, Minodora & Diana Bucşă | România mea M: Constantin Ioniță; T: Mariana-Alina Manolache                                                        | Rumänisch          | Mein Rumänien             | 13     | 2          | 15     |
| 9.    | 1        | Andrei Petruş                 | Take Me M: Călin Ionce; T: Silvia Ștefănescu                                                                        | Englisch           | Nimm mich                 | 11     | 3          | 14     |
| 10.   | 6        | Møise                         | Guilty M/T: Jonas Gladnikoff, Shawn Myers                                                                           | Englisch           | Schuldig                  | 10     | 2          | 12     |